# Jaume Fort
Jaume Fort Mauri (Cardedeu, 25 luglio 1966) è un ex pallamanista spagnolo.

## Palmarès

### Olimpiadi
- 1 medaglia:
  - 1 bronzo (Atlanta 1996)

### Europei
- 1 medaglia:
  - 1 argento (Spagna 1996)